# Kimón (Miltiadész fia)
Kimón (ógörögül: Κίμων , latinul: Cimon), (i. e. 510 k., Athén – i. e. 449, Kítion, Ciprus) athéni hadvezér és államférfi. Miltiadész fia, a perzsák esküdt ellensége volt. A perzsák fölött aratott szalamiszi és plataiai győzelem után sikeres hadjáratokat vezetett a görög szigetek perzsa uralom alóli felszabadítására. Rávette az athéniakat Spárta támogatására. Amikor azonban a spártaiak visszautasították a segítséget, cserépszavazással száműzték. Később visszahívták, és ő tárgyalt a spártaiakkal az ötéves békéről. A perzsák ellen harcolva Küprosz (Ciprus) szigetén halt meg.

## Származása, jelleme
Apja Miltiadész, a marathoni csata hőse, anyja Hégészipülé trák hercegnő, Olorosz király leánya volt. Vérrokona volt a történetíró Thuküdidész. Apja halála után – akit börtönbe zártak, mert nem tudta megfizetni a kirótt 50 talentum bírságot és a fogságban meghalt – egészen ifjan árván maradt nővérével, Elpinikével. Plutarkhosz szerint a fiatal Kimón kicsapongó, részeges életet élt. Egyesek szerint bűnös viszonyt folytatott a nővérével is, aki Kalliasz felesége lett. Kimón Iszodikét, Eurüptolemosz leányát, Megaklész unokáját vette feleségül. A kortársak szerint Kimónnak sem irodalmi, sem tudományos műveltsége nem volt, de jelleme minden más tekintetben csodálatra méltó és nemes vonásokkal rendelkezett. Külseje is kifogástalan, termete magas, haja sűrű és göndör volt. Bátorságban nem maradt el Miltiadész, eszességben Themisztoklész mögött, de mindkettőnél igazságosabb volt.

## Közéleti tevékenysége
Kimón, mivel a perzsák elleni csatákban vitézül harcolt és kitüntette magát, hírnevet és elismerést szerzett. Előrejutásában szerepet játszott, hogy Ariszteidész is felkarolta, igaz, hogy politikai számításból is, mintegy ellensúlyul használta Themisztoklész ellen. 
Hadvezéri pályafutása a perzsáknak a görög szárazföldről történő kiűzése után kezdődött. Az i. e. 479-ben lezajlott plataiai csata után Ariszteidész mellett részt vett a Déloszi Szövetség létrehozásában. I. e. 478-tól kezdődően a görög haderő fokozatosan foglalta vissza az Égei-tengeren a szigeteket a perzsáktól. A harcok során szerzett hadizsákmányból és a hadifoglyokért kapott váltságdíjakból ő maga is dúsgazdag ember lett. I. e. 470-ben az önkényeskedő Pauszaniaszt Kimón elűzte a hadsereg éléről és ő lett a fővezér.  Katonai sikereinek csúcspontját i. e. 469-ben érte el, amikor Eurümédón folyó torkolatánál kettős, tengeri és szárazföldi győzelmet aratott a perzsák felett, és ezzel jelentősen megerősítette a Déloszi Szövetség helyzetét a béketárgyalások előtt. Ezután a perzsák visszavonultak Európából és az Égei-tengerről. Politikai tevékenysége során a konzervatív, demokráciaellenes irányzathoz tartozott, ellenezte, hogy a földbirtokosok jogait minden városlakóra kiterjesszék. Kimón Ariszteidésszel  együtt szállt szembe Themisztoklésszel, mert az szerintük túl nagy teret adott a demokráciának. Később Ephialtésszel is összeütközésbe került, mert az a nép kegyét keresve fel akarta oszlatni az areioszpagoszt. Külpolitikájában a tengeri hatalmat Athén számára megtartva, a görögországi hegemónia Athén és Spárta közötti megosztására törekedett. Ezért Spárta-barátnak tartották, aki i. e. 465-ben katonai segítséget is nyújtott a földrengés és a helótalázadás miatt megszorult Spártának. (Ephialtész ellenezte a spártaiak segélykérésének teljesítését.) De mivel a spártaiak nem bíztak az athéniekben i. e. 462-ben Kimónt és az athéni sereget visszaküldték. Athénben erre Kimón politikai ellenfelei felléptek a Spárta-barátok ellen és Kimónt valami jelentéktelen ürügy alapján cserépszavazással tíz évre száműzték. I. e. 457-ben mégis visszahívták és tevékenyen közreműködött Spárta és Athén kibékítésében. I. e. 450-ben ismét rábízták az athéni flotta vezetését. Hadjáratot szervezett Egyiptom és Küprosz ellen felszerelve 200 triérészt. A küproszi Kítion ostroma közben halt meg, többek szerint betegségben, némelyek szerint azonban sebesülésben, amelyet  harc közben kapott. Életrajzát Plutarkhosz és Cornelius Nepos is megírta.